# Caledônios

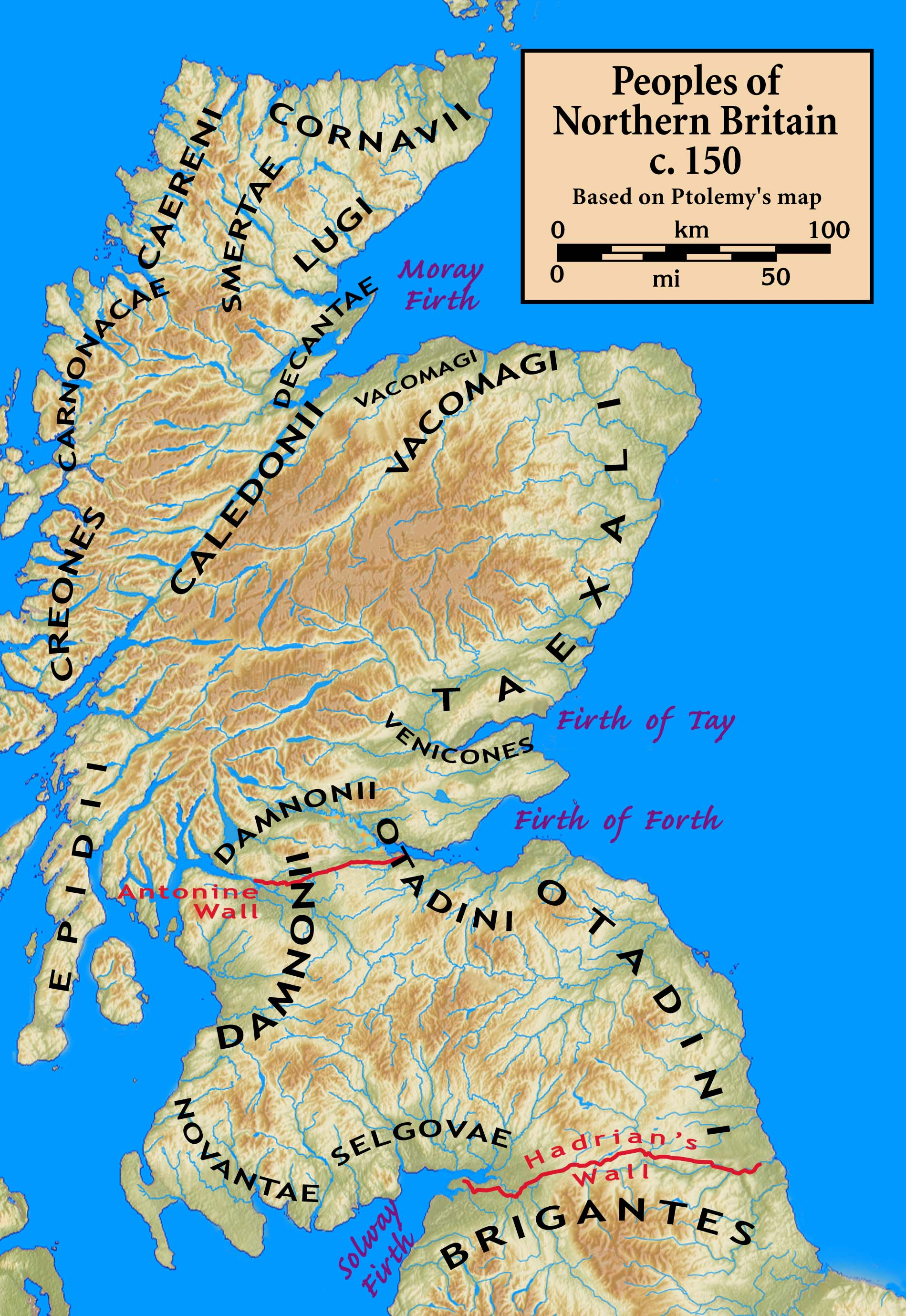
Povos do Norte da Grã-Bretanha de acordo com a geografia do século II de Ptolomeu.

Britânia, província romana em que habitavam.

Os caledônios  (português brasileiro) ou caledónios  (português europeu) (em latim: caledonii), é o nome dado por historiadores a um conjunto de tribos celtas da Escócia na época da Idade do Ferro. Foram primeiramente tidos como britanos, mas depois distinguidos como pictos. Eles eram inimigos do Império Romano, que possuía a Grã-Bretanha como província (Britânia). Não é sabido o nome que os caledônios referiam a si mesmos.
Eram fazendeiros que viviam em aldeias cercadas por muros e foram derrotados pelos romanos em diversas ocasiões. Apesar disso, os romanos nunca ocuparam completamente o território da Caledônia (correspondente à Escócia moderna) e a resistência dos caledônios foi um dos fatores que colaboraram com o abandono do plano romano de ocupar a área. Segundo registros romanos, os caledônios eram conhecidos como resistentes ao frio, à fome e ao sofrimento. Para conter ataques de tribos que viviam na Escócia, os romanos construíram a Muralha de Adriano, que pertence ao Patrimônio Mundial.

## História
Quase toda a informação sobre os caledônios vem de seu inimigo, podendo resultar na parcialidade do registro histórico. O historiador Tácito menciona que eram ruivos e fortes em seu livro Sobre a vida e o caráter de Júlio Agrícola, sobre Cneu Júlio Agrícola, o conquistador dos caledônios.